# Palazzo della Madraza
Il palazzo della Madraza (in spagnolo Palacio de la Madraza, anche Yusufiyya, Casa de la Ciencia, Madraza de Granada) era una madrasa sita a Granada, in Andalusia, in Spagna. Fu fondata nel 1349 dal monarca Nasridi Yusuf I, sultano di Granada. L'edificio è attualmente parte dell'Università di Granada ed è la sede della Real Academia de Bellas Artes de Nuestra Señora de las Angustias ("Accademia reale di belle arti della Madonna Addolorata").
Si trova sulla strada ora conosciuta come Calle Oficios. La madrasa fu costruita nel cuore della città, vicino alla moschea principale (ora sede della Cattedrale di Granada) e all'Alcaicería, poi il bazar d'élite dove si commerciavano seta, oro, lino e altri tessuti.

## Storia

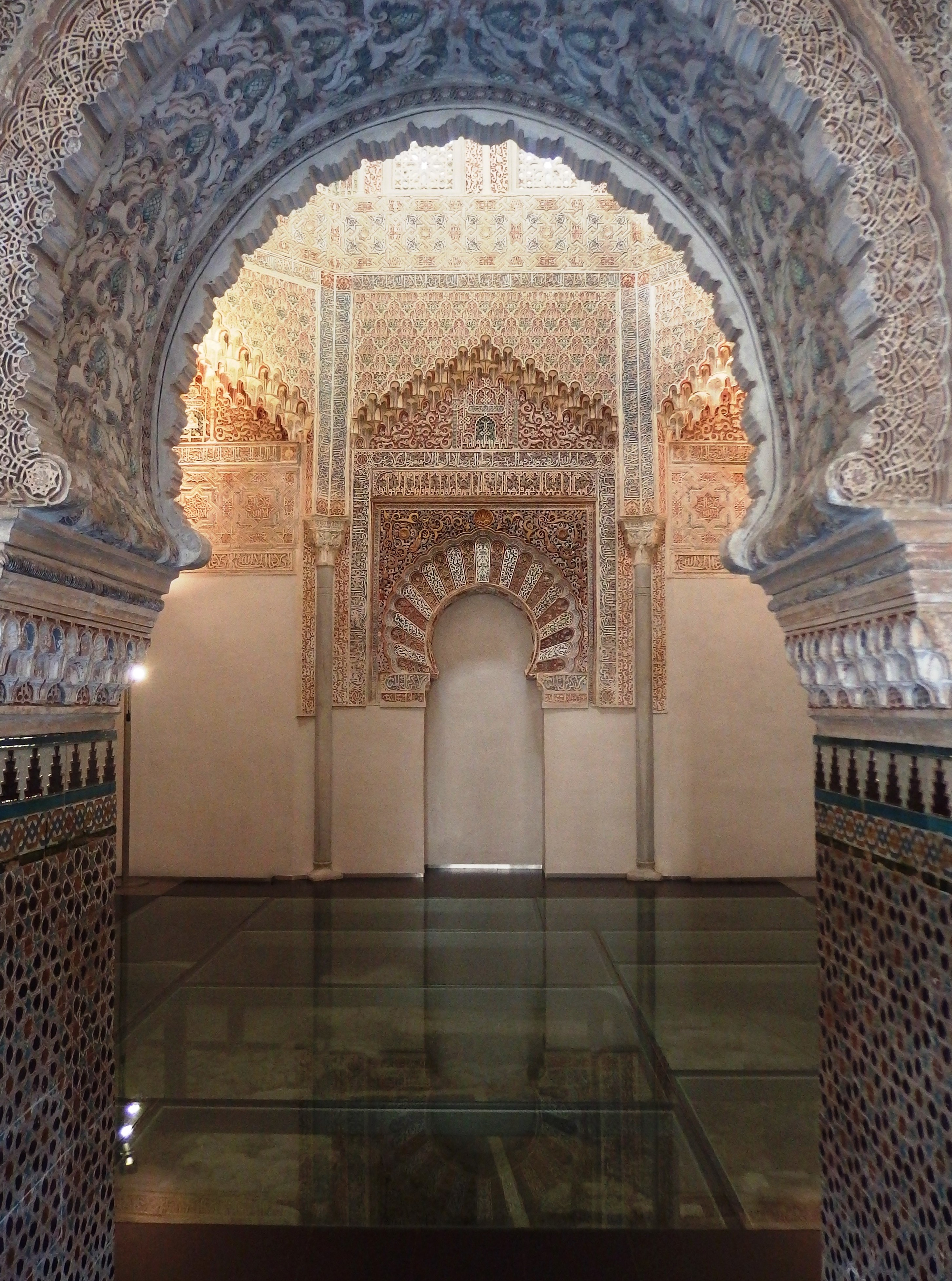
Il Nasrid era una sala di preghiera con mihrab

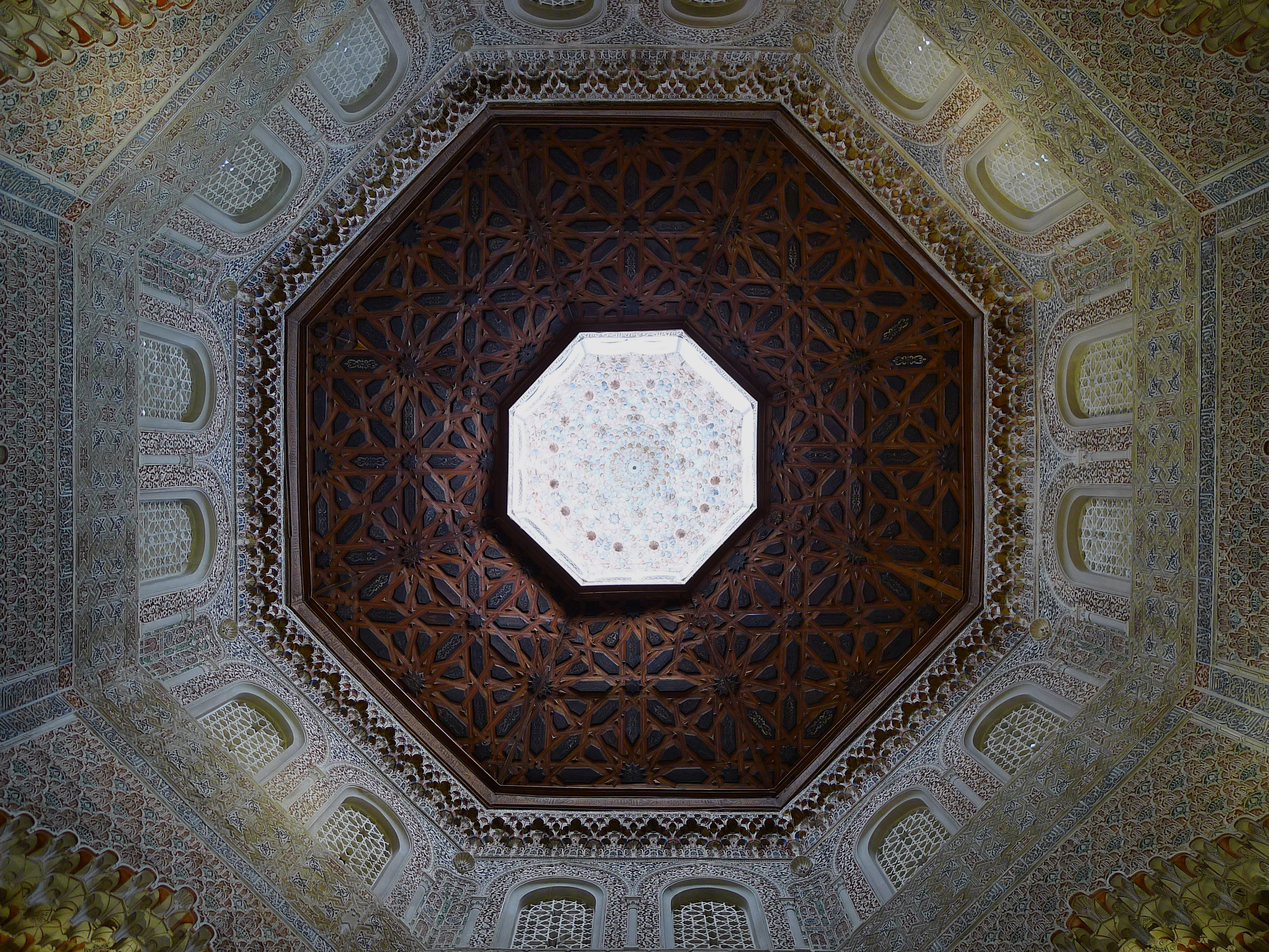
Soffitto della sala di preghiera

La madrasa fu fondata nel 1349 da Yusuf I, all'epoca l'emiro Nasridi di Granada. Le madrase erano un tipo di istituzione islamica di recente introduzione nella regione in quel periodo, avendo avuto origine nel impero selgiuchide (Iran) nell'XI secolo e poi diffusesi progressivamente a ovest. Le Madrase apparvero poi per la prima volta, alla fine del XIII secolo, nel Marocco governato dai Merinidi, dove ne furono costruite molte in quel periodo (ad esempio la Madrasa as-Saffarin e la Madrasa al-Attarin a Fès), probabilmente influenzando il design dell'adrasa dei Nasridi. La Madrasa di Yusuf I è l'unica importante conosciuta per essere stata costruita ad al-Andalus. L'unica altra madrasa conosciuta nel paese era una madrasa privata più piccola costruita in precedenza a Malaga. Come per la maggior parte delle madrase, in altre città, la Madrasa dei Nasridi fu costruita accanto alla moschea principale della città. 
La motivazione per costruire una tale istituzione era quella di formare ed educare nuovi studiosi (che potevano quindi essere anche burocrati statali), attrarre importanti studiosi all'estero e migliorare il prestigio e la reputazione dei governanti Nasridi come devoti musulmani. L'obiettivo principale dell'educazione era normalmente la legge islamica, la grammatica araba e materie correlate. Ibn Marzuq studiò qui nel 1354. Anche Ibn al-Khatib fu uno dei primi studenti; tra i suoi insegnanti c'erano Ibn al-Fajjar, Ibn Marzuq e Ibn al-Hajj (lingua e diritto); Ibn al-Hakam e il poeta Ibn al-Jayyab (retorica); e Sheikh Yahya ibn Hudayl (medicina e filosofia).
La Madrasa continuò a funzionare fino alla fine del 1499 o all'inizio del 1500, secondo i termini del Trattato di Granada in cui il sultano Boabdil dell'Emirato di Granada si arrese ai monarchi cattolici Ferdinando e Isabella. Tuttavia, gli eventi successivi a Granada cambiarono drasticamente i metodi benevoli di proselitismo dell'arcivescovo Hernando de Talavera. Nel 1499, una rivolta dei musulmani nella regione di Alpujarra aprì la strada a Francisco Jiménez de Cisneros, in qualità di inquisitore generale, per intervenire nella diocesi di Talavera. In seguito a ciò, il Trattato di Granada del 1491 fu dichiarato unilateralmente nullo dal governo di Isabella e Ferdinando.

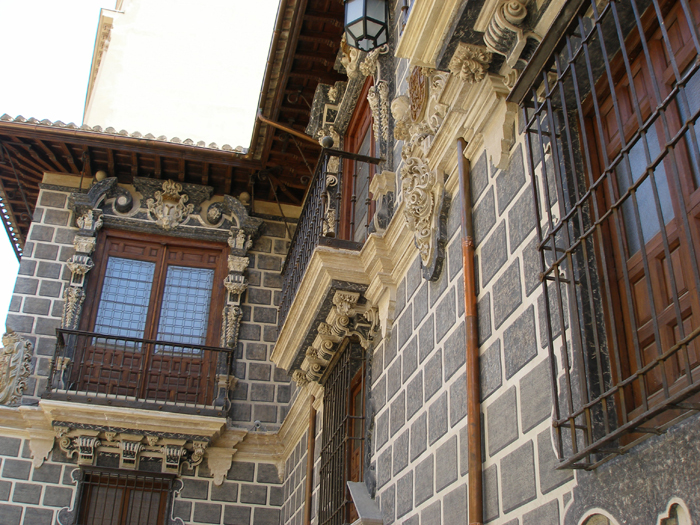
Facciata barocca del Palazzo della Madraza

Cisneros approfittò della situazione per assaltare la Madrasa, il cui contenuto venne portato nella piazza di Bib-Rambla e bruciato in un falò pubblico. Una volta saccheggiato e chiuso, l'edificio fu designato, nel 1500, da Ferdinando II come nuova Casa del Cabildo (municipio). La maggior parte della struttura originaria della madrasa fu demolita, tra il 1722 e il 1729, e sostituita con un nuovo edificio barocco, progettato da José de Bada, per ospitare il municipio.
Nel 1858 il municipio venne trasferito in Plaza del Carmen e l'edificio fu venduto per essere utilizzato come magazzino tessile. Due anni dopo, fu scoperta la principale iscrizione del Mihrab. Ci furono anche alcuni danni da incendio in quest'epoca; la famiglia Echeverría, proprietaria dell'edificio, incaricò Rafael Contreras, lo stesso architetto che aveva restaurato l'Alhambra, di eseguire riparazioni e restauri.
La città riacquistò l'edificio all'inizio del XX secolo, portando a ulteriori lavori di restauro nel 1939. Nel 1942 ci fu un tentativo fallito di trasformare l'edificio nella sede di un nuovo Instituto de los Reyes Católicos del Consejo Superior de Investigaciones Cientificas ("Istituto dei Monarchi Cattolici del Consiglio Superiore delle Ricerche Scientifiche"). Nel 1976 l'edificio divenne parte dell'Università di Granada.L'edificio ha subito una serie di restauri a partire dalla fine del XX secolo. Nel 2006-2007 sono stati effettuati ampi scavi archeologici e l'edificio è stato aperto al pubblico nel 2011.

## Materie d'insegnamento
Tra le materie insegnate c'erano teologia, diritto, medicina, astronomia, logica, matematica inclusa la geometria e meccanica.
Ibn Hazm (Fisal) ci fornisce alcune indicazioni del curriculum della "scuola di filosofia andalusa": "Consacra i primi frutti della tua intelligenza alla matematica e inizia la tua educazione scientifica con il suo studio approfondito delle proprietà dei numeri. Quindi passa gradualmente a considerare la posizione degli astri, la forma apparente della sfera celeste, a verificare il passaggio del sole, della luna e dei cinque pianeti (…) tutti gli altri fenomeni e incidenti fisici e atmosferici. A questo si aggiunga la lettura di alcuni libri dei Greci in cui determinano le leggi che governano il ragionamento discorsivo". 

## Architettura

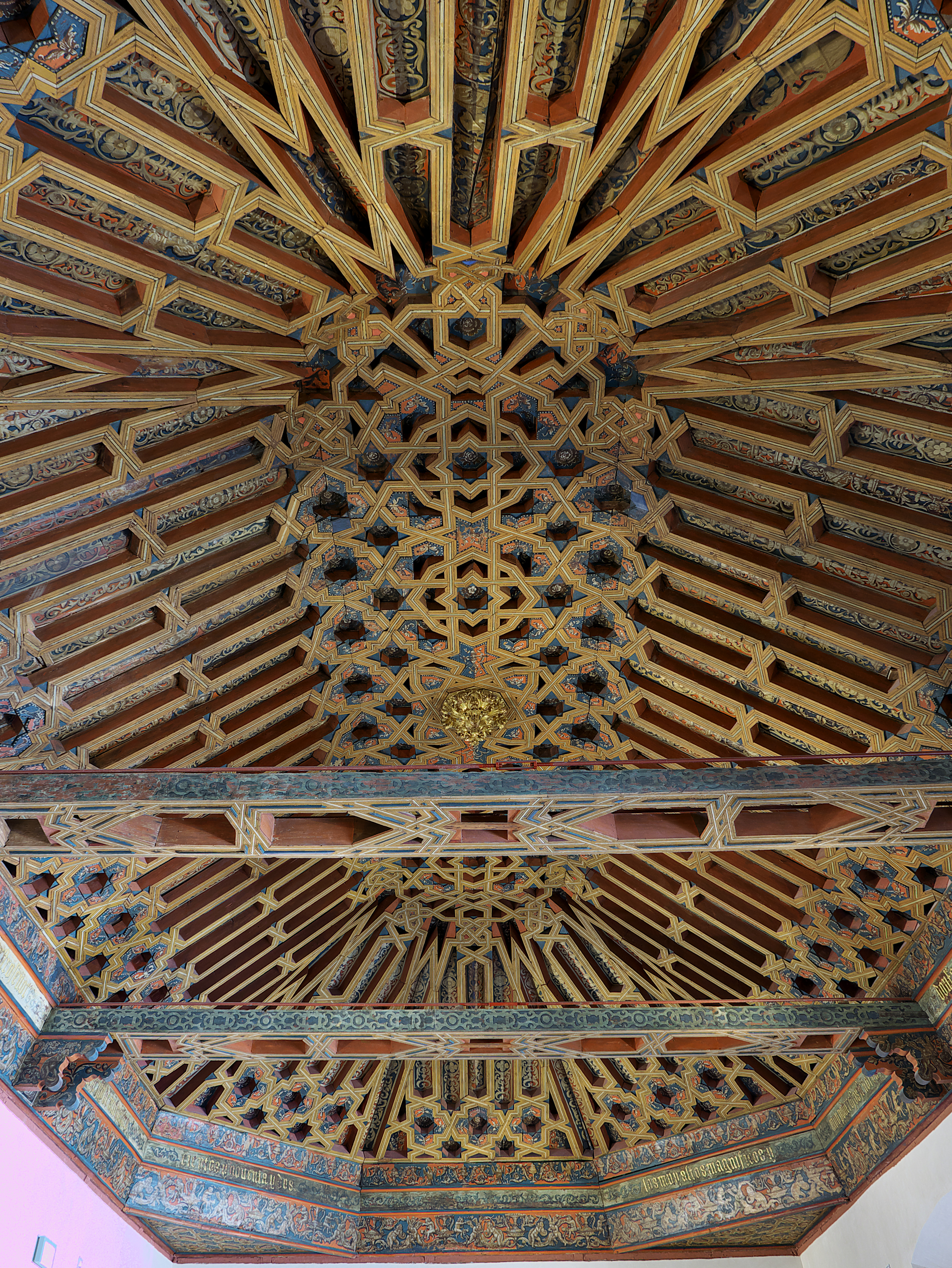
Soffitto artesonado nella Sala de los Caballeros XXIV, parte del successivo palazzo spagnolo

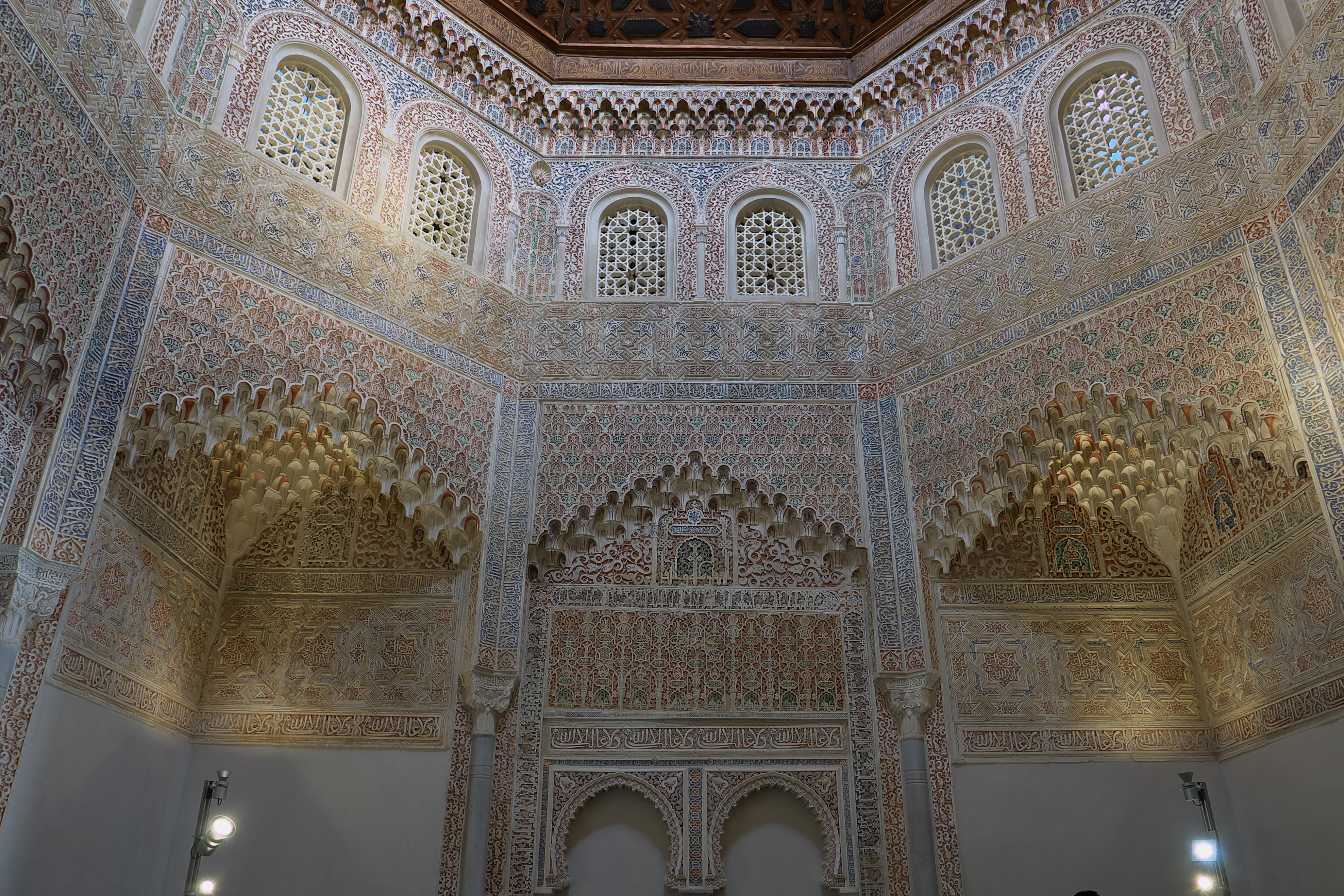
Decorazione lungo le pareti della sala di preghiera, compresi i muqarnas (sinistra e destra)

### L'edificio originale della madrasa
Come era tipico delle opere di Yusuf I, l'edificio era splendido. La sua facciata esterna era rivestita di marmo bianco, parti del quale sono sopravvissute e riutilizzate come lastre di pietra prima di essere trasferite al Museo Archeologico di Granada, dove sono esposte. L'ingresso era probabilmente un portale ad arco a ferro di cavallo incorniciato da un alfiz. La facciata era decorata con iscrizioni di poesia e filosofia, scolpite all'interno dell'alfiz sopra l'ingresso. Tra queste c'erano le parole "Se nel tuo spirito fornisci un posto al desiderio di studiare e di fuggire dalle ombre dell'ignoranza, troverai in esso il bellissimo albero dell'onore. Fai risplendere lo studio come stelle per i grandi, e per coloro che non lo sono, porta loro lo stesso splendore."
La disposizione dell'edificio era originariamente organizzata attorno a una piscina centrale. La maggior parte delle madrase condivideva questo disegno e in genere aveva stanze per studenti disposte intorno al cortile. Sul lato sud-est del cortile della madrasa dei Nasridi c'era una sala di preghiera, che oggi è l'unica parte dell'edificio originale che è stata conservata e restaurata. La sala, a cui si accede tramite un portale ad arco decorato a ferro di cavallo, è quadrata e misura 6,84 metri di lato. Ha un soffitto alto e circa a metà delle pareti la stanza passa da una forma quadrata a una ottagonale. Il passaggio dal quadrato all'ottagono si ottiene agli angoli della stanza tramite quattro squinch scolpiti a muqarnas. Il resto delle pareti, in particolare le pareti superiori, sono ricoperte da intricate decorazioni in stucco con motivi arabescati e calligrafici. Anche le pareti superiori sono forate da 16 finestre. In cima alle pareti c'è una cornice di muqarnas che precede il soffitto della cupola in legno.

### Le modifiche PostReconquista
Dopo il completamento della Reconquista e la conversione, al Cabildo fu annessa una casa per ampliare l'edificio. La Sala de Cabildos ottagonale mudéjar fu costruita in quell'epoca; la sua decorazione del 1513 comprendeva un'iscrizione che alludeva alla conquista cristiana della città. Alla fine la piscina fu riempita e convertita ad altri usi, sebbene anche dopo le modifiche del 1554–1556, Francisco Henríquez de Jorquera descriveva un patio con una piscina e un giardino. L'edificio è stato oggetto di importanti modifiche, soprattutto nel 1722-1729 al culmine del barocco, in modo che quello che abbiamo oggi è essenzialmente un edificio del XVIII secolo con elementi di edifici più antichi. L'oratorio o mihrab è originale del XIV secolo; la Sala de los Caballeros XXIV, una sala del consiglio, è in stile mudéjar e presenta un magnifico soffitto artesonado. La facciata esterna dell'edificio, con una ricca decorazione scolpita intorno alle finestre e all'ingresso, è in stile churrigueresco. 

## Archeologia
Gli scavi archeologici nel 2006-2007 hanno portato alla luce vari resti, comprese tracce di edifici più antichi risalenti fino all'XI secolo. Due sepolture umane sono state identificate sotto quello che ora è l'oratorio. Sicuramente risalgono almeno all'XI secolo, e forse anche all'epoca romana, anche se molto probabilmente risalgono a dopo la conquista omayyade della Hispania.